# Вандальская война
Вандальская война — вооружённый конфликт 533—534 годов между Византийской империей и королевством вандалов и аланов, в результате которого полководцы императора Юстиниана уничтожили расположенное в Северной Африке королевство и включили завоёванные земли в состав империи.
Детальное описание войны составил современник и один из участников событий Прокопий Кесарийский, секретарь имперского полководца Велизария, в сочинении «О войнах» (Ὑπέρ τῶν πολέμων). Книги 3 и 4 этого труда публикуются под названием «Война с вандалами».

## Предыстория

### Основание королевства вандалов и алан
В ходе постепенного упадка и распада Западной Римской империи в начале V века германское племя вандалов в союзе с аланами обосновалось на Пиренейском полуострове. В 429 году римский правитель диоцеза Африка Бонифаций, поднявший восстание против императора Валентиниана III (пр. 425—455) и столкнувшийся со вторжением имперских войск, призвал на помощь вандальского короля Гейзериха. В мае 429 года последний пересёк Гибралтарский пролив со всем своим народом, численность которого оценивалась в 80 тыс. человек.
Однако у вандалов и аланов Гейзериха были свои планы, и они стремились напрямую завоевать африканские провинции. Завоёванные ими Мавретания Цезарейская, Мавретания Сетифинская и большая часть Нумидии были признаны римским двором в 435 году, но война вскоре возобновилась и в октябре 439 года столица диоцеза Карфаген пал. В 442 году по новому мирному договору захваченные вандалами в 435 году земли были обменяны на богатые африканские провинции Зевгитана и Бизацена, которые варвары получили уже не как имперские федераты, а в полноценное владение. Эти события ознаменовали основание Королевства вандалов, поскольку вандалы сделали Карфаген своей столицей и поселились вокруг него. Вандальские короли и их приближенные захватили в свои руки богатейшие земли; рядовые воины получили в наследственное владение земельные наделы — клеры, которые были освобождены от уплаты налогов. Старым владельцам оставлялись лишь малоплодородные земли, да и за них нужно было платить в казну высокие налоги.
Хотя вандалы теперь получили контроль над прибыльной торговлей африканским зерном с Италией, они также совершали набеги на побережье Средиземного моря, которые простирались до Эгейского моря и завершились разграблением Рима в 455 году, которое предположительно длилось две недели. Воспользовавшись хаосом, последовавшим за смертью Валентиниана в 455 году, Гейзерих затем восстановил контроль — хотя и довольно незначительный — над мавританскими провинциями и со своим флотом захватил Сардинию, Корсику и Балеарские острова. Сицилия едва избежала той же участи лишь благодаря присутствию фактического правителя Западной римской империи Рицимера.
На протяжении этого периода вандалы пережили несколько попыток римлян нанести контрудар: восточноримский полководец Аспар возглавил неудачную экспедицию в 431 г.; собранная у берегов Испании экспедиция западноримского императора Майориана (пр. 457—461)в 460 г. была рассеяна или захвачена вандалами, прежде чем смогла отплыть; в 468 году Гейзерих разбил огромную совместную экспедицию обеих империй под командованием Василиска, на которую было потрачено 68 тыс. либр золота и 700 тыс. либр серебра. После этой катастрофы и после дальнейших набегов на берега Греции восточный император Зинон (пр. 474—491) заключил с вандалами «вечный мир».

### Отношения вандалов с Константинополем до 533 года
Государство вандалов было уникальным во многих отношениях среди пришедших на смену Западной Римской империи королевств: вместо того, чтобы уважать и продолжать установленный римский общественно-политический порядок, они полностью заменили его своим. В то время как организовавшие королевства на других провинциях Западной римской империи народы продолжали оказывать почтение императорам и чеканить монеты с их портретами, короли-вандалы изображали себя полностью независимыми правителями. Вандалы также сознательно отличались от коренного римско-африканского населения тем, что продолжали использовать свой родной язык и своеобразную одежду, что подчеркивало их особое социальное положение как элиты королевства. Бывшие как и большинство германцев арианцами, вандалы активно преследовали придерживавшееся решений Халкидонского собора местное население, особенно при королях Хунерихе (пр. 477—484) и Гунтамунде (пр. 484—496)., также в регионе сохраняли влияние донатисты и более радикальные религиозные секты. Императоры в Константинополе протестовали против этого, но мир сохранялся почти шестьдесят лет, и отношения часто были дружескими, особенно между императором Анастасием I (пр. 491—518) и прекратившим религиозные гонения Тразамундом (пр. 496—523). Торговым судам византийцев на Средиземном море угрожали военные корабли вандалов.
В 523 г. на престол в Карфагене взошел сын Хунериха Хильдерих (пр. 523—530). Бывший потомком Валентиниана III, Хильдерих реорганизовал свое царство и приблизил его к Римской империи: по свидетельству Прокопия Кесарийского («Вандальская война», I. 9), он был невоинственным, любезным человеком, прекратившим преследования халкидонцев и обменивавшимся подарками и посольствами с Юстинианом I (пр. 527—565) ещё до восхождения последнего на престол, даже заменив собственное изображением на монетах изображением императора. Юстиниан, очевидно, надеялся, что это сближение приведет к мирному подчинению государства вандалов его империи. Однако проримская политика Хильдериха в сочетании с поражением от мавров в Бизацене вызвала сопротивление среди вандальской знати, что привело к его свержению и заключению в тюрьму в 530 году двоюродным братом Гелимером (пр. 530—534). Юстиниан потребовал восстановления Хильдериха на престоле, но Гелимер отказался это сделать на том основании, что это было внутренним делом вандалов. Затем Юстиниан потребовал отпустить сверженного монарха в Константинополь, в противном случае пригрозив войной. По словам британского историка Джона Бьюри, Гелимер не желал отдавать византийцу соперника и претендента, который мог использовать его для организации смуты в королевстве, и, вероятно, ожидал войны в любом случае.
Теперь у Юстиниана был предлог, и, когда в 532 году на восточной границе с Сасанидским Ираном был восстановлен мир, он начал собирать силы для вторжения. Согласно Прокопию («Вандальская война», I. 10), известие о решении императора начать войну с вандалами вызвало большой ужас среди столичной элиты, в памяти которой катастрофа 468 года была ещё свежа. Финансовые чиновники возмущались связанными с этим расходами, в то время как военные устали от персидской войны и опасались морской мощи вандалов. План императора получил поддержку в основном со стороны церкви, подкрепленной прибытием жертв возобновившихся гонений из Африки. Однако только могущественный министр Иоанн Каппадокийский осмелился открыто заявить о своем несогласии с экспедицией, но Юстиниан проигнорировал его выступление и продолжил свои приготовления.

### Дипломатическая подготовка. Восстания против вандалов
Вскоре после захвата власти внутреннее положение Гелимера начало ухудшаться, поскольку он преследовал своих политических врагов среди знати вандалов, конфисковывая их имущество и казнив многих из них/ Эти действия подорвали его и без того сомнительную легитимность в глазах многих и способствовали вспышке двух восстаний в отдаленных провинциях вандальского королевства: на Сардинии местный губернатор Года объявил себя независимым правителем, а в Триполитании местное население во главе с Пуденцием восстало против правления вандалов. Хотя в повествовании Прокопия оба восстания кажутся случайными, историк Ян Хьюз указывает на то, что оба восстания вспыхнули незадолго до начала римской экспедиции против вандалов и незамедлительных обращениях Годы и Пуденция к Юстиниану об оказании помощи, что может свидетельствовать об активном дипломатическом участии восточных римлян в их подготовке. .
В ответ на послания Годы Юстиниан поручил одному из офицеров федератов Кириллу с 400 людьми сопровождать флот вторжения, а затем отплыть на Сардинию. Гелимер на подавление мятежа на Сардинии отправил большую часть своего флота — 120 лучших кораблей и 5 тыс. человек под командованием своего брата Цазона. Решение короля вандалов сыграло решающую роль в исходе войны, так как оно убрало со сцены флот вандалов, бывший главным препятствием для высадки римской экспедиции в Африке, а также большую часть его армии. Гелимер также решил на данный момент проигнорировать восстание в Триполитании, поскольку оно было одновременно меньшей угрозой и более отдаленной, в то время как нехватка людей вынуждала его ждать возвращения Цазона перед организацией военных действий. В то же время оба правителя пытались привлечь союзников: Гелимер связался с королем вестготов Теудисом (пр. 531—548) и предложил союз, а Юстиниан заручился дружественным нейтралитетом и поддержкой остготского королевства в Италии, у которого были натянутые отношения с вандалами из-за жестокого обращения с их принцессой Амалафридой, бывшей женой Трасамунда. Остготский двор с готовностью согласился разрешить римскому флоту использовать гавань Сиракуз на Сицилии и создать там рынок для снабжения римских войск.

### Силы сторон
Юстиниан выбрал для руководства экспедицией одного из своих самых доверенных и талантливых полководцев — Велизария, недавно отличившегося в войне против персов и подавившего восстание Ника. Как указывает Ян Хьюз, Велизарий также в высшей степени подходил для этого назначения по двум другим причинам: он был носителем латыни и заботился о благополучии местного населения, держа свои войска на коротком поводке. Оба эти качества будут иметь решающее значение для получения поддержки со стороны латиноязычного населения Африки. Велизария сопровождали его жена Антонина и секретарь Прокопий, написавший историю войны
Согласно Прокопию («Вандальская война», I. 11), армия состояла из 10 тыс. пехотинцев, частью набранных из полевой армии (комитаты), частью — из федератов, а также 5 тыс. всадников. Было также около 1,5 — 2 тыс. личных солдат Велизария (букеллариев) и элитный корпус (неясно, включено ли их число в кавалерийский отряд). Кроме того, было два дополнительных отряда союзных конных лучников из 600 гуннов и 400 герулов. Пехотинцы были набраны из населения Фракии и Македонии, конница состояла преимущественно из варваров-федератов. Армию возглавлял ряд опытных офицеров, среди которых евнух Соломон был выбран начальником штаба Велизария (доместиком), а бывший префект претория Архелай был назначен ответственным за снабжение армии. Всё войско было перевезено на 500 судах с 30 тыс. моряками под командованием адмирала Калонима Александрийского под охраной девяноста двух военных кораблей-дромонов. Выраженная Бьюри традиционная точка зрения предполагала, что экспедиционные силы были чрезвычайно малы для поставленной задачи, особенно с учётом военной репутации вандалов, и что, возможно, это обусловлено грузоподъемностью флота или намеренное решение с целью ограничить влияние потенциального поражения на положение империи. Однако Ян Хьюз отмечает, что даже по сравнению с армиями ранней Римской империи армия Велизария была «большой, хорошо сбалансированной силой, способной победить вандалов и, возможно, содержала более высокую долю высококачественных и надежных войск, чем дислоцировавшиеся на востоке армии».
Положение вандалов перед войной менее ясно. Армия вандалов, в отличие от своего соперника, не была профессиональной и в основном состоявшей из добровольцев, но включала в себя всех здоровых мужчин из племени вандалов. Следовательно, современные оценки имеющихся сил варьируются вместе с оценками общей численности вандалов: от 30—40 тыс. из общей численности вандалов не более 200 тыс. человек (Диль и Бьюи) до всего лишь 25 тыс. или даже 20 тыс. с учётом их потерь в борьбе с маврами при населении в 100 тыс. (Хьюз). Несмотря на свою воинственную репутацию, вандалы, ведя роскошную жизнь среди богатств Африки, со временем стали менее воинственными. Армия вандалов состояла исключительно из легкобронированной и вооруженной только для рукопашного боя кавалерии, практически полностью игнорировавшей луки или дротики, что резко контрастировало с тяжелобронированными катафрактами и конными лучниками Велизария
Вандалы также были ослаблены враждебностью со стороны римских подданных, наличием сторонников Хильдерика и двойственной позицией мавров, которые со стороны наблюдали за надвигающимся конфликтом, будучи готовыми присоединиться к победителю и поживиться добычей за счёт проигравшего.

### Смута в королевстве вандалов
Королевство вандалов и аланов было создано Гейзерихом, вождём германцев вандалов и присоединившихся к ним аланов, в результате завоеваний в северной Африке на территории современных Туниса, северного Алжира, северно-западной Ливии, островов Сардиния и Корсика. Вандалы переселились из Испании в Африку в 429 году, после чего в ряде сражений разгромили войска Западной Римской империи и в 439 году захватили Карфаген, что стало датой основания вандальского королевства — одного из первых, созданных германцами.
Королевство прославилось при своём основателе Гейзерихе захватом и разграблением Рима в 455 году. Король вандалов Хильдерих (523—530 гг.) был сыном Гунериха от римской принцессы Евдокии, захваченной вандалами при разорении Рима. Хильдерих дружил с Юстинианом, правившим фактически Византийской империей при своём дяде-императоре Юстине ещё до того, как сам стал императором. Хильдерих разорвал отношения с правителем Италии, вождём готов Теодорихом, заключив его сестру Амалафриду (вдову умершего короля вандалов Тразамунда) под стражу по обвинению в заговоре и перебив тысячу готов, прибывших вместе с ней.
Невоинственность престарелого Хильдериха, его хорошие отношения с Юстинианом и очередное поражение от диких берберских племён, совершавших набеги на вандальские земли, вызвали неудовольствие вандальской знати. Опираясь на неё, племянник Хильдериха Гелимер (правил 530—534 гг.) совершил переворот. Он заключил Хильдериха в 530 году под стражу, а через 3 года сразу после начала вторжения византийцев приказал убить его.
Император Юстиниан воспользовался смутой для начала войны против вандальского королевства. Формальными предлогами стало свержение узурпатора Гелимера, что должно было внести раскол среди вандалов, а также освобождение православных христиан от религиозного гнёта вандалов-ариан.

### Византийская империя
Большинство из окружения Юстиниана опасалось ввязываться в заморскую войну в Северной Африке. Были свежи воспоминания о поражениях от вандалов в правление короля Гейзериха. Эпарх двора Иоанн Каппадокийский так высказал императору трудности предстоящей кампании:

«Ты намереваешься воевать с Карфагеном, до которого, если идти сухим путём по материку, сто сорок дней пути, а если плыть по морю, надо отправиться на самый край его, пересекая все водное пространство. Поэтому если что-то случится с войском, гонцу с известием потребуется целый год, чтобы добраться сюда. Допустим, что ты победишь врагов, но закрепить за собой обладание Ливией ты не сможешь, пока Сицилия и Италия находятся под властью других [готов]… Одним словом, от победы тебе не будет никакой пользы, а всякое изменение судьбы в худшую сторону принесет бедствие теперешнему счастливому положению.»

К решению начать войну против вандалов Юстиниана подтолкнули ряд благоприятных обстоятельств:
1. После смерти короля готов Теодориха Италией и Сицилией правила от имени малолетнего сына дочь Теодориха Амаласунта. Она заключила союз с Юстинианом, разрешив его войску закупать продовольствие на Сицилии.
2. Против короля вандалов Гелимера восстал его наместник на Сардинии гот Года. Объявив себя королём, он обратился за помощью к Юстиниану.
3. Долгая война Византии с персами завершилась в 532 году заключением мирного договора. Таким образом, с запада и востока Византия могла не ожидать внезапного нападения.[44]
4. Прокопий сообщил о встрече Юстиниана с неким епископом, который убедил императора начать войну, ссылась на свой сон, в котором Бог призвал к освобождению из-под власти ариан-вандалов христиан Северной Африки, за что обещал сделать Юстиниана владыкой Ливии.

## Описание войны

### Высадка
Среди пышности и церемоний, в присутствии Юстиниана и константинопольского патриарха Епифания, римский флот отправился в плавание около 21 июня 533 года. Первоначальное продвижение было медленным, так как флот провел в ожидании лошадей пять дней в Гераклее-Перинф, и ещё четыре дня в Абидосе из-за отсутствия ветра. Флот вышел из пролива Дарданелл 1 июля и пересек Эгейское море в порту Метони, где к нему присоединились последние отряды войск. Велизарий воспользовался вынужденным пребыванием там из-за затишья ветра, чтобы обучить свои войска и познакомить разрозненные контингенты друг с другом. Однако именно там 500 человек умерли от дизентерии, вызванной заплесневелым хлебом. Согласно Прокопию, ответственность легла на урезавшего расходы Иоанна Каппадокийца, по распоряжению которого хлеб испекли лишь один раз. Юстиниан был проинформирован о случившемся, но Иоанн, похоже, не был наказан. Велизарий предпринял шаги, чтобы исправить ситуацию, и вскоре армия восстановилась.
Из Метони флот плыл вверх по Ионическому морю к Закинфу, откуда переправился в Италию. Переход занял больше времени, чем ожидалось, из-за отсутствия ветра, и армия страдала от нехватки пресной воды, когда взятые на борт припасы испортились. В конце концов флот достиг Катании на Сицилии, откуда Велизарий отправил Прокопия вперед в Сиракузы для сбора разведданных о действиях вандалов. Случайно Прокопий встретил там своего друга-купца, слуга которого только что прибыл из Карфагена. Последний сообщил Прокопию, что вандалы не только не знали об отплытии римлян, но и что только что отправивший экспедицию на Сардинию Гелимер находится вдали от Карфагена в маленьком городке Гермиона, расположенном внутри страны. Прокопий быстро сообщил об этом Велизарию, который немедленно приказал армии снова погрузиться на борт и отплыть к африканскому побережью. Пройдя мимо Мальты, они достигли мыса Капутвада на восточном берегу современного Туниса, примерно в 162 римских милях (240 км) к югу от Карфагена.

### Захват Карфагена и битва при Дециме
Когда римский флот достиг Африки, на флагманском корабле Велизария состоялся совет («Вандалистская война», I.15), на котором многие его офицеры высказались за немедленное нападение на сам Карфаген, тем более что это был единственный укрепленный город в королевстве вандалов, ибо стены других городов были снесены для предотвращения восстаний. Но помнивший о 468 годе полководец опасался встречи с вандальским флотом и высказался против этой идеи. Таким образом, армия высадилась и построила укрепленный лагерь для ночёвки.
Велизарий знал, что успех его экспедиции зависел от поддержки местного населения, которое в значительной степени сохранило свою римскую идентичность и перед которым он предстал в образе освободителя. На следующий день после высадки, когда некоторые из его людей украли фрукты из местного сада, он сурово наказал их, собрал армию и призвал их соблюдать дисциплину и сдержанность по отношению к местному населению, чтобы они не отказались от симпатий к римлянам и не перешли на сторону вандалов. Мольбы Велизария возымели действие, ибо, как сообщает Прокопий («Вандальская война», I. 17), «солдаты вели себя умеренно, не затевали несправедливых драк и не делали ничего лишнего, и [Велизарий], показывая великую мягкость и доброту, настолько убедил ливийцев быть на его стороне, что после этого он совершил путешествие, как будто был в своей собственной стране».
Затем римская армия начала марш на север по прибрежной дороге. 300 всадников под командованием Иоанна Армянина были выделены в качестве авангарда примерно в 3 римских милях (4,5 км) перед основной армией, а 600 гуннов прикрывали левый фланг армии. Сам Велизарий со своими букеллариями шел сзади, чтобы защититься от любого нападения Гелимера, который, как было известно, находился поблизости. Флот следовал за армией, плывя вдоль побережья. Первым городом, с которым они столкнулись, был Силлект, который хитростью был захвачен отрядом Бориада. Пытаясь посеять разногласия среди вандалов, Велизарий передал адресованное их знати письмо Юстиниана пленному посланнику вандалов, в котором император утверждал, что ведет кампанию от имени законного короля Хильдерика против узурпатора Гелимера. Поскольку посыльный слишком боялся доставить письмо, эта уловка ни к чему не привела.
Гелимер тем временем, узнав о прибытии римлян, немедленно известил своего брата Амматаса в Карфагене собрать в окрестностях силы вандалов, а также казнить Хильдериха и его родственников, а его секретарю Бонифатию было приказано погрузить царскую сокровищницу на корабль и отплыть в Испанию, если римляне победят. Лишенный своих лучших войск, находившихся при Цазоне, Гелимер довольствовался слежкой за маршем римской армии на север, все время готовясь к решительному сражению перед Карфагеном, в месте, называемом Ad Decimum («на десятом [верстовом столбе]»). куда он приказал Амматасу привести свои силы. Римляне продвинулись через Тапс, Лептис Парву и Гадрумет к Грассу, где впервые вступили в стычку с разведчиками армии Гелимера. После обмена ударами обе стороны разошлись по своим лагерям. Из Грасса Велизарий повернул свою армию на запад, перерезав горловину полуострова у мыса Бон. Это был самый опасный участок пути в Карфаген, где флот был вне поля зрения.
Утром 13 сентября римская армия подошла к Ad Decimum. Там Гелимер планировал устроить им засаду и окружить их, используя силы под командованием своего брата Амматаса, чтобы заблокировать их продвижение и вступить с ними в бой, в то время как 2 тыс. человек под командованием его племянника Гибамунда атакуют их левый фланг, а сам Гелимер с основной армией нападет с тыла, и полностью уничтожить римскую армию. В этом случае три силы не смогли точно синхронизироваться: Амматас прибыл рано и был убит в бою с небольшим римским авангардом при попытке разведать местность, в то время как отряд Гибамунда был перехвачен и уничтожен охранявшими фланги гуннами. Не подозревая об этом, Гелимер выступил с основной армией и рассеял передовые силы римлян. Победа могла быть за ним, но затем он наткнулся на тело своего мертвого брата и, по-видимому, забыл о битве. Это дало Велизарию время сплотить свои войска, выдвинуть вперёд основные кавалерийские силы и победить неорганизованных вандалов. Гелимер с остатками своих сил бежал на запад в Нумидию. Битва при Дециме закончилась сокрушительной победой римлян, и Карфаген оказался открытым и незащищенным перед Велизарием.

### Вступление в Карфаген и контратака Гелимера
Только к ночи, когда Иоанн Армянин со своими людьми и 600 гуннами присоединился к его армии, Велизарий осознал масштабы своей победы. Кавалерия провела ночь на поле боя. На следующее утро, когда пехота (и Антонина) догнали их, вся армия направилась в Карфаген, куда прибыла уже с наступлением ночи. Карфагеняне распахнули ворота и празднично осветили город, но Велизарий, опасаясь возможной засады в темноте и желая держать своих солдат под строгим контролем, воздержался от входа в город и расположился лагерем перед ним. Тем временем флот обогнул мыс Бон и, узнав о победе римлян, бросил якорь в Стагнуме, примерно в 7,5 км от города. Игнорируя инструкции Велизария, Калоним и его люди приступили к разграблению соседнего торгового поселения Мандриакум.
Утром 15 сентября, Велизарий выстроил войско для сражения перед городскими стенами, но так как врага не появилось, он ввел свое войско в город, предварительно ещё раз призвав свои войска проявить дисциплину. Римская армия была тепло встречена населением, на которое произвело благоприятное впечатление его сдержанность. В то время как сам Велизарий овладел королевским дворцом, сел на царский трон и съел обед, который Гелимер уверенно приказал приготовить к своему победоносному возвращению, флот вошел в Тунисское озеро, и армия расквартировалась по всему городу. Остальные вандалы были схвачены и помещены под охрану, чтобы они не причиняли беспокойства. Велизарий отправил Соломона в Константинополь, чтобы передать императору известие о победе, но, ожидая скорого появления Гелимера со своей армией, он, не теряя времени, восстановил сильно разрушенные стены города и сделал его способным выдержать осаду. Преграждавшую вход в залив Мандракий железная цепь была снята, дав возможность византийскому флоту войти в гавань.
В течение следующих недель, пока Велизарий оставался в Карфагене и укреплял его стены, Гелимер обосновался вместе с остатками своей армии в Булле-Регия. Раздавая деньги, он сумел укрепить лояльность местных жителей к своему делу и отправил сообщения к Цазону вернуться с Сардинии, где тому удалось восстановить власть вандалов и убить Году. В ожидании прибытия подкрепления армия короля вандалов также увеличивалась за счет прибытия все большего количества беглецов после битвы при Дециуме, а также контингента союзных мавров. Однако большинство племен мавров из Нумидии и Бизацены отправили посольства к Велизарию и присягнули на верность империи. Некоторые даже предлагали заложников и просили знаки отличия, традиционно присуждаемые им императором: позолоченный серебряный посох и серебряную корону, белый плащ, белую тунику и позолоченный сапог. Велизарий был снабжен Юстинианом этими предметами в ожидании этого требования и должным образом отправил их вместе с денежными суммами. Тем не менее было ясно, что, пока исход войны оставался нерешенным, ни одна из сторон не могла рассчитывать на твердую лояльность мавров. В этот период посланцы от Цазона с вестью о его возвращении отплыли в Карфаген, не зная, что город пал, а вскоре после этого туда же прибыли не сумвшие заключить союз с Теудисом вандальские послы. Велизарий также получил подкрепление в виде отряда Кирилла, который прибыв на Сардинию обнаружил её под твёрдой властью варваров.
Как только Цазон получил сообщение своего брата, он покинул Сардинию и высадился в Африке, присоединившись к Гелимеру в Булле. Теперь король вандалов решил наступить на Карфаген. Его намерения не были ясны; традиционная интерпретация состоит в том, что он надеялся покорить город, блокировав его, но Ян Хьюз считает, что, не имея резервов для затяжной войны на истощение, он надеялся заставить Велизария вступить в «единую решительную конфронтацию». Подойдя к городу, армия вандалов перерезала снабжавший его водой акведук и попыталась помешать поступлению в город провизии. Гелимер также отправил в город агентов, чтобы подорвать лояльность жителей и имперской армии. Опасавшийся предательства Велизарий подал пример, посадив на кол намеревавшегося присоединиться к вандалам жителя Карфагена. Самая большая опасность дезертирства исходила от гуннов, которые были недовольны тем, что их переправили в Африку против их воли и боялись, что их оставят там в качестве гарнизона. Агентам вандалов уже удалось наладить с ними контакт, но Велизарий сохранил их лояльность торжественным обещанием, что после окончательной победы они будут щедро вознаграждены и им будет позволено вернуться в свои дома. Их лояльность, однако, оставалась сомнительной, и, подобно маврам, гунны, вероятно, выжидали установления окончательного победителя, к которому бы и присоединились.

### Сражение при Трикамаре
Заручившись лояльностью населения и армии и завершив ремонт стен, Велизарий решил встретиться с Гелимером в битве и в середине декабря двинулся из Карфагена в направлении укрепленного лагеря вандалов в Трикамаруме, примерно в 28 км из Карфагена. Как и в первом сражении, римская кавалерия шла впереди пехоты, и последовавшая битва при Трикамаре была чисто кавалерийским боем, в котором армия Велизария значительно превосходила численностью противника. Обе армии держали свои самые ненадежные элементы в лице мавров и гуннов в резерве. Иоанн Армянин играл самую важную роль на стороне римлян, а Цазон — на стороне вандалов. Иоанн возглавил неоднократные атаки на центр вандалов, кульминацией которых стала смерть Цазона. За этим последовала общая атака римлян по всему фронту и разгром армии вандалов, которая отступила в свой лагерь. Гелимер, видя, что все потеряно, бежал с несколькими сопровождающими в дебри Нумидии, после чего оставшиеся вандалы оставили все мысли о сопротивлении и покинули с жёнами, детьми и имуществом свой лагерь, который был разграблен римлянами Как и в предыдущей битве, Велизарий не смог сохранить свои силы вместе и был вынужден сражаться со значительным численным преимуществом. Рассредоточение его армии после битвы, бездумное мародерство и оставление себя уязвимым для потенциальной контратаки вандалов также было признаком плохой дисциплины в римской армии и трудностей командования, с которыми столкнулся полководец. Как комментирует Бьюри, судьба экспедиции могла быть совершенно иной, «если бы Велизарий противостоял полководцу с некоторыми способностями и опытом ведения войны», историк также указывает, что сам Прокопий «выражает удивление по поводу войны и не колеблется рассматривать это не как подвиг превосходной стратегии, а как парадокс судьбы». As Bury comments, the expedition’s fate might have been quite different «if Belisarius had been opposed to a commander of some ability and experience in warfare», and points out that Procopius himself «expresses amazement at the issue of the war, and does not hesitate to regard it not as a feat of superior strategy but as a paradox of fortune».
Римский отряд под предводительством Иоанна Армянина преследовал убегающего царя вандалов пять дней и ночей и почти настиг его, когда Иоанн погиб в результате несчастного случая. Римляне остановились, чтобы оплакать своего лидера, позволив Гелимеру бежать сначала в Гиппон-Регий, а оттуда в город Медеус на горе Папуа, на населявших который мавров он мог положиться. Велизарий послал 400 человек под командованием герула Фараса, чтобы заблокировать его там. Сам Велизарий направился к Гиппону-Регию, где бежавшие в различные святилища вандалы сдались ему в обмен на обещание хорошего обхождения и отправки весной в Константинополь. Велизарию также посчастливилось вернуть королевские сокровища вандалов, которые были погружены в этом городе на корабль, не отплывший в Испанию из-за встречных ветров, и в конце концов Бонифаций передал сокровища римлянам в обмен на собственную безопасность (а также значительную долю сокровищ, если верить Прокопию). Велизарий также начал распространять свою власть на более отдаленные провинции и аванпосты вандальского королевства: Кирилл был отправлен на Сардинию и Корсику с головой Цазона в доказательство своей победы, Иоанн был отправлен в Кесарию на побережье Мавритании Цезарейской, другой Иоанн был послан к контролировавшим Гибралтарский пролив крепостям-близнецам Септем и Гадес, и Аполлинария для овладения Балеарскими островами. Помощь также была отправлена провинциалам Триполитании, которые подвергались нападениям со стороны местных племен мавров. Велизарий также потребовал у захвативших во время войны остготов вернуть порт Лилибей в западной Сицилии, поскольку он тоже был частью королевства вандалов. Последовал обмен письмами между Юстинианом и остготским двором, благодаря которому Юстиниан был втянут в интриги последнего, что привело год спустя к римскому вторжению в Италию.
Тем временем Гелимер оставался блокированным Фарасом в горной крепости Медеус, но по мере затягивания блокады на всю зиму Фарас потерял терпение. Он атаковал горную крепость, но был отбит и потерял четверть своих людей. Несмотря на успех Гелимера, это не изменило его безнадежного положения, поскольку он и его последователи оставались в жесткой блокаде и начали страдать от нехватки еды. Фарас отправил ему сообщения с призывом сдаться и избавить своих людей от страданий, но только в марте король вандалов согласился сдаться, получив гарантии своей безопасности. Затем Гелимера препроводили в Карфаген.

## Последствия

### Триумф Велизария
Велизарий недолго оставался в Африке, чтобы закрепить свой успех — несколько офицеров его армии ради собственного продвижения отправили к Юстиниану гонцов с обвинениями, что полководец намеревался основать свое собственное королевство в Африке. Юстиниан предложил своему генералу на выбор вернуться в Константинополь или остаться в Африке. Велизарий, который перехватил одного из посланников и знал о клевете, решил вернуться. Летом он покинул Африку в сопровождении Гелимера, большого количества захваченных вандалов (были зачислены императором в пять полков Vandali Iustiniani («Вандалы Юстиниана») и расквартированы в отдаленных восточных областях империи для будущего участия в войне с персами), и сокровищами вандалов, в которых было множество украденного из Рима, включая императорские регалии и менору Второго Храма. В Константинополе Велизарию была оказана честь отпраздновать триумф — первый, который будет отмечаться в Константинополе с момента его основания и первый, предоставленный частному гражданину за более чем пять с половиной столетий, — и описанный Прокопием:
И там была добыча — прежде всего все предметы, которые обычно предназначаются для царской службы, — золотые троны и колесницы, на которых обычно ездят царские супруги, и много украшений из драгоценных камней, и золотые питьевые напитки. чаши и все прочее, полезное для царского стола. И было также серебро весом во многие тысячи талантов и все царские сокровища, составлявшие чрезвычайно большую сумму, и между ними были сокровища иудеев, которые Тит, сын Веспасиана, вместе с некоторыми другими, привез в Рим после взятия Иерусалима. [...] И в триумфе были рабы, среди которых был сам Гелимер, одетый в какую-то пурпурную одежду на плечах, и все его семейство, и столько же вандалов, сколько было очень высокого роста и красивого телосложения. И когда Гелимер дошел до ипподрома и увидел императора, сидящего на высоком троне, и людей, стоящих по обеим сторонам, и понял, оглядываясь, в каком он злом положении, он не плакал и не вскрикивал, но не переставал говорить в слова еврейского писания: «Суета сует, всё суета». И когда он предстал перед престолом императора, они сняли пурпурную одежду и заставили его пасть ничком на землю и поклониться императору Юстиниану. То же самое сделал и Велизарий, будучи вместе с ним просителем императора.
Гелимер получил обширное поместье в Галатии и был бы возведен в патрицианский сан, если бы не сохранил приверженность арианству. Велизарий также был назначен ординарным консулом в 535 году, что позволило ему отпраздновать вторую триумфальную процессию, которую пронесли по улицам, сидя на поддерживаемом воинами-вандалами консульском курульном кресле и раздавая населению деньги из своей доли военной добычи.

### Восстановление римской власти в Африке и войны с маврами
Сразу же после Трикамара Юстиниан поспешил присвоить себе титулы «вандальский» и «африканский» и провозгласил восстановление преторианской префектуры Африки:
Наши предшественники не заслужили этой благодати Божией, так как им не только не было позволено освободить Африку, но они даже увидели, как сам Рим был захвачен вандалами, а все имперские знаки отличия увезены оттуда в Африку. Ныне, однако, Бог по Своей милости не только предал в Наши руки Африку и все ее провинции, но и императорские знаки отличия, которые, снятые при взятии Рима, Он возвратил нам.
Император был полон решимости вернуть провинции её прежние размеры и процветание — более того, по словам Бьюри, он намеревался «стереть все следы вандальского завоевания, как будто его никогда не было, и восстановить условия, которые существовал до прихода Гейзериха». С этой целью вандалам запретили занимать должности или даже владеть имуществом, которое было возвращено прежним владельцам; большинство мужчин-вандалов стали рабами, а победившие римские солдаты взяли себе жен. Все земли, потерянные прежними собственниками во времена господства вандалов, возвращались старым владельцам — императорскому фиску, церкви (чьё имущество было запрещено отчуждать), потомкам римских посессоров и местной романизированной африканской знати. Все рабы и колоны, бежавшие от своих господ в период владычества вандалов и жившие на свободе, возвращались наследникам их прежних хозяев.. В 535 году халкидонская церковь особой новеллой была восстановлена в своем прежнем положении, в то время как арианская церковь была обездолена и подверглась гонениям (храмы были разрушены, имущество конфисковано и передано господствующей церкви, священники изгнаны, культ запрещался. Ариане не только отстранялись, как и другие еретики, от государственных должностей, но даже переход в православие не открывал им доступа к государственной или общественной деятельности), хотя в годы вторжения Юстиниан не раз пытался пойти с ней на компромисс.). В результате этих мер население вандалов сократилось и было выхолощено, постепенно оно полностью исчезло, будучи поглощённым более многочисленным коренным населением.
Уже до капитуляции Гелимера в апреле 534 г. было восстановлено старое римское провинциальное деление вместе с полным аппаратом римского управления под управлением префекта претория, а не диоцезного викария, поскольку первоначальная материнская префектура Африки Италия всё ещё была под властью остготов. Вся Северная Африка делилась на семь провинций: Зевгитана, Карфаген, Бизацена, Триполи, Нумидия, Мавретания и Сардиния, во главе четырёх из них стояли ректоры, другими тремя управляли президы. Военная администрация была отделена от гражданской. Все чиновники гражданской администрации, все военные командиры и солдаты получали от государства жалование, которое выплачивалось за счет собранных в провинции налогов. Была полностью реставрирована отмененная вандалами римская налоговая система. Армия Велизария осталась в регионе для формирования гарнизона новой префектуры под общим командованием magister militum и нескольких региональных дукс, армия состояла из расквартированных во внутренних областях комитато и пограничных войск лимитанов. Почти с самого начала была начата обширная программа укрепления завоёванной территории, включая строительство городских стен, а также небольших фортов для защиты сельской местности, остатки которых до сих пор являются одними из самых выдающихся археологических памятников региона.
Однако, несмотря на намерения и заявления Юстиниана, римский контроль над Африкой ещё не был прочным. Во время своей кампании Велизарий захватил большую часть провинций Бизацены, Зевгитаны и Триполитании. Но на западе имперский контроль простирался лишь на ряд захваченных флотом вдоль побережья вплоть до Константины крепостей, в то время как большая часть внутренних районов Нумидии и Мавритании оставалась под контролем местных племен мавров, как это было и при вандалах. Первоначально мавры признали сюзеренитет Юстиниана и отдали заложников, но вскоре после отъезда Велизария в 534 году подняли восстание в Нумидии и Бизацене. Первый имперский наместник Соломон, который совмещал должности magister militum и префекта претория, смог добиться успехов против них и укрепить римское правление в Африке, но его работа была прервана широкомасштабным военным мятежом в 536 году: женившиеся на вдовах, дочерях и сестрах погибших вандалов солдаты считали себя законными владельцами их участков земли, которые законодательно уходили в собственность совсем других институтов и лиц, также недовольство было вызвано задержками платы за службу и религиозной рознью. В конце концов мятеж был подавлен Велизарием и двоюродным братом Юстиниана Германом, и Соломон вернулся в 539 году. Однако он пал в битве при Киллиуме в 544 году против объединённых племен мавров, и Римская Африка снова оказалась в опасности. Лишь в 548 году сопротивление было окончательно сломлено талантливым полководцем Иоанном Троглитой, но почти вся Западная Африка осталась независимой, за исключением некоторых прибрежных областей: самым важным приобретением для византийцев здесь была крепость Септем.